# Myrmexocentroides
Myrmexocentroides is een kevergeslacht uit de familie van de boktorren (Cerambycidae). De wetenschappelijke naam van het geslacht werd voor het eerst geldig gepubliceerd in 1970 door Breuning.

## Soorten
Myrmexocentroides is monotypisch en omvat slechts de volgende soort:
- Myrmexocentroides enganensis Breuning, 1970